# Ministère des Finances (Suède)
Pour les articles homonymes, voir Ministère des Finances.
Le ministère des Finances (Finansdepartementet) est un ministère du gouvernement suédois. À sa tête se trouve le ministre des Finances (finansminister).
En 1976, ce portefeuille est divisé entre les ministères du Budget et de l'Économie. Ils fusionnent à nouveau en 1983.

## Liste des ministres

### Ministres des Finances (1840-1976)
- 1840-1842 : Johan Didrik af Wingård
- 1842-1848 : Sven Munthe
- 1848-1851 : Anders Peter Sandströmer
- 1851 : Johan August Gripenstedt
- 1851-1856 : Otto Palmstierna
- 1856-1866 : Johan August Gripenstedt
- 1866-1867 : Gustaf Lagercrantz
- 1867-1870 : Gustaf af Ugglas
- 1870-1874 : Carl Fredrik Wærn
- 1874-1875 : Gustaf Åkerhielm
- 1875-1880 : Hans Forssell
- 1880-1881 : Arvid Posse
- 1881-1886 : Robert Themptander
- 1886-1888 : Claës Gustaf Adolf Tamm
- 1888-1894 : Fredrik von Essen
- 1894-1895 : Erik Gustaf Boström
- 1895-1897 : Claës Wersäll
- 1897-1902 : Hans Hansson Wachtmeister
- 1902-1905 : Ernst Meyer
- 1905-1906 : Elof Biesèrt
- 1906-1911 : Carl Swartz
- 1911-1914 : Theodor Adelswärd
- 1914-1917 : Axel Vennersten
- 1917 : Conrad Carleson
- 1917-1918 : Hjalmar Branting
- 1918-1920 : Fredrik Vilhelm Thorsson
- 1920 : Rickard Sandler
- 1920-1921 : Henric Tamm
- 1921 : Jacob Beskow
- 1921-1923 : Fredrik Vilhelm Thorsson
- 1923-1924 : Jacob Beskow
- 1924-1925 : Fredrik Vilhelm Thorsson
- 1925-1926 : Ernst Wigforss
- 1926 : Carl Gustaf Ekman
- 1926-1928 : Ernst Lyberg
- 1928-1929 : Nils Wohlin
- 1929-1930 : Adolf Dahl
- 1930-1932 : Felix Hamrin
- 1932-1936 : Ernst Wigforss
- 1936 : Vilmar Ljungdahl
- 1936-1949 : Ernst Wigforss
- 1949 : David Hall
- 1949-1955 : Per Edvin Sköld
- 1955-1976 : Gunnar Sträng
- 1976 : Gösta Bohman

### Ministres du Budget (1976-1982)
- 1976-1980 : Ingemar Mundebo
- 1980-1982 : Rolf Wirtén
- 1982 : Kjell-Olof Feldt

### Ministres de l'Économie (1976-1982)
- 1976-1978 : Gösta Bohman
- 1978-1979 : Ingemar Mundebo
- 1979-1981 : Gösta Bohman
- 1981-1982 : Rolf Wirtén
- 1982 : Kjell-Olof Feldt

### Ministres des Finances (depuis 1983)
- 1983-1990 : Kjell-Olof Feldt
- 1990 : Odd Engström (intérim)
- 1990-1991 : Allan Larsson
- 1991-1994 : Anne Wibble
- 1994-1996 : Göran Persson
- 1996-1999 : Erik Åsbrink
- 1999-2004 : Bosse Ringholm
- 2004-2006 : Pär Nuder
- 2006-2014 : Anders Borg
- 2014-2021 : Magdalena Andersson
- 2021-2022: Mikael Damberg
- depuis 2022: Elisabeth Svantesson